# 萨梅翁
萨梅翁（法語：Saméon，法語發音：[sameɔ̃]）是法国上法蘭西大區诺尔省的一个市镇，属于杜埃区。

## 地理
萨梅翁（50°28'38"N, 3°20'3"E）面积8.82 平方千米，位于法国上法蘭西大區北部省，该省份为法国最北部的省份及最长的省份，西北濒北海，西接加来海峡省，南至埃纳省和索姆省，东与比利时接壤。
与萨梅翁接壤的市镇（或旧市镇、城区）包括：吕姆日、佩韦勒地区艾克斯、朗达、勒塞勒、罗叙。

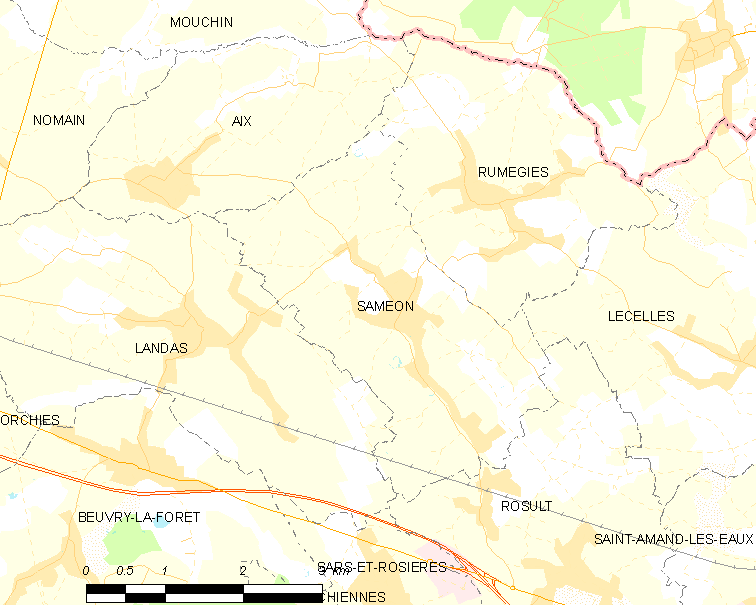
萨梅翁的OSM定位图

萨梅翁的时区为UTC+01:00、UTC+02:00（夏令时）。

## 行政
萨梅翁的邮政编码为59310，INSEE市镇编码为59551。

## 政治
萨梅翁所属的省级选区为奥尔希县。

## 人口

1962-2008年间萨梅翁人口变化图示

萨梅翁于2022年1月1日时的人口数量为1722人。